# Gare de Koursk
 (novembre 2024).
Si vous disposez d'ouvrages ou d'articles de référence ou si vous connaissez des sites web de qualité traitant du thème abordé ici, merci de compléter l'article en donnant les références utiles à sa vérifiabilité et en les liant à la section « Notes et références ».
Pour la gare de la ville de Moscou, voir Gare de Koursk (Moscou).
La gare de Koursk (en russe : Станция Курск) est une gare ferroviaire russe, située dans la ville de Koursk, en Russie.

## Histoire

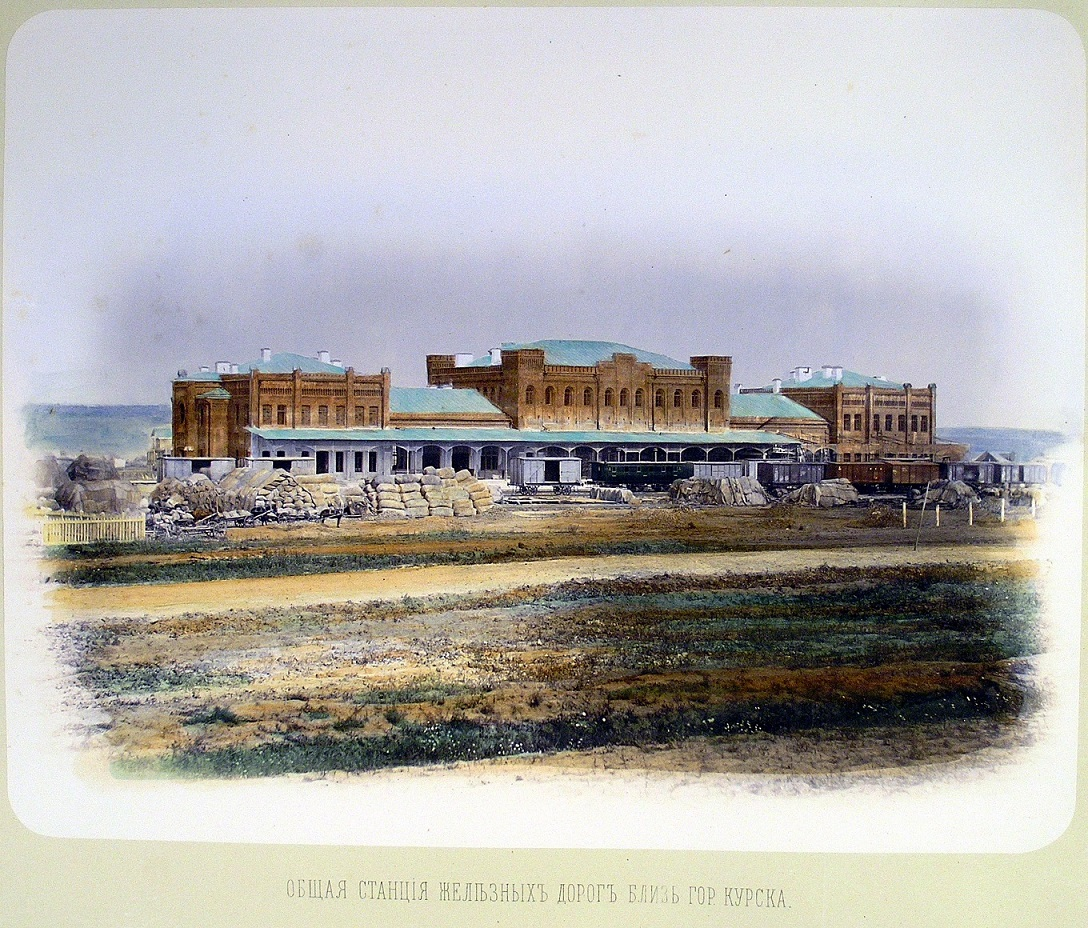
En 1885.

La construction du chemin de fer de Moscou à Koursk a commencé en 1866 et s'est achevée le 7 septembre 1868 par cette gare, elle a ensuite été étendue vers Kiev par la Gare Lgov-Kiev. Elle se situait à Iamsk Sloboda, un quartier de Koursk qui était alors à trois verstes (≈ 3,2 km) de Koursk. Le trafic vers Moscou a été ouvert le 30 septembre 1868, lorsque l'empereur Alexandre II a quitté Koursk pour Moscou à bord d'un train.
La gare est un objet patrimonial classé sous le n° 4600047000.

## Service des voyageurs

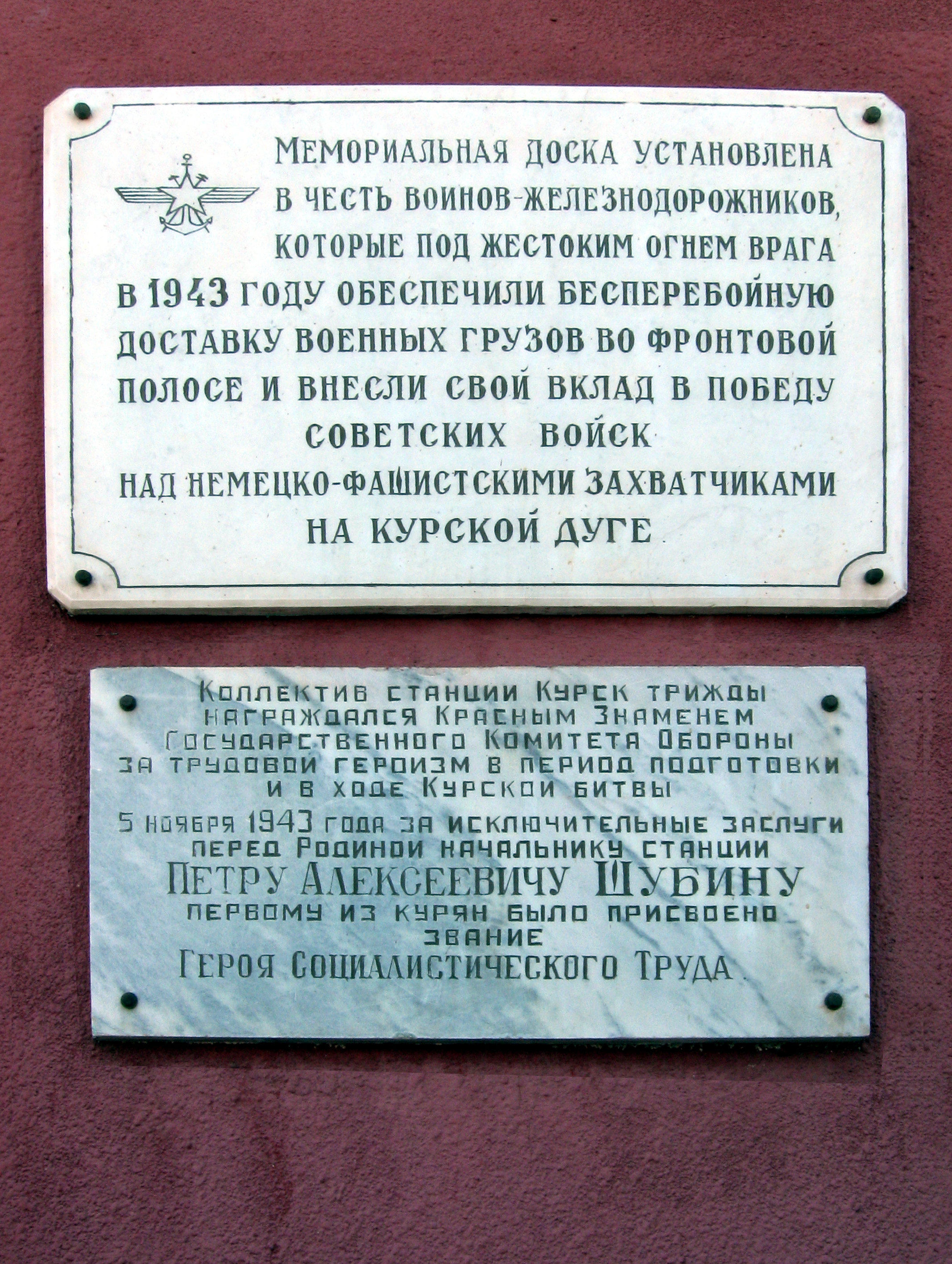
Mémoralias
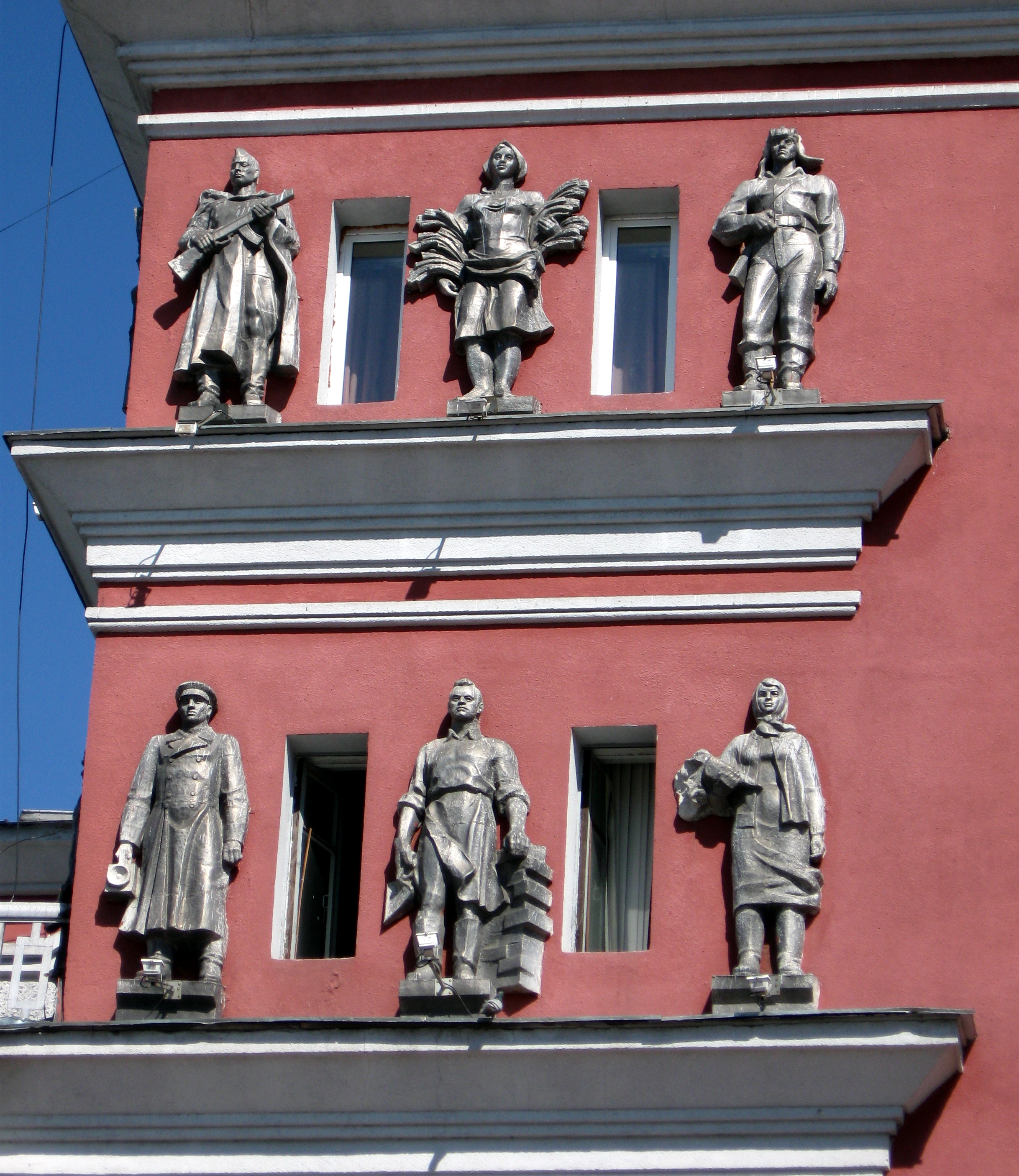
de la seconde guerre mondiale.
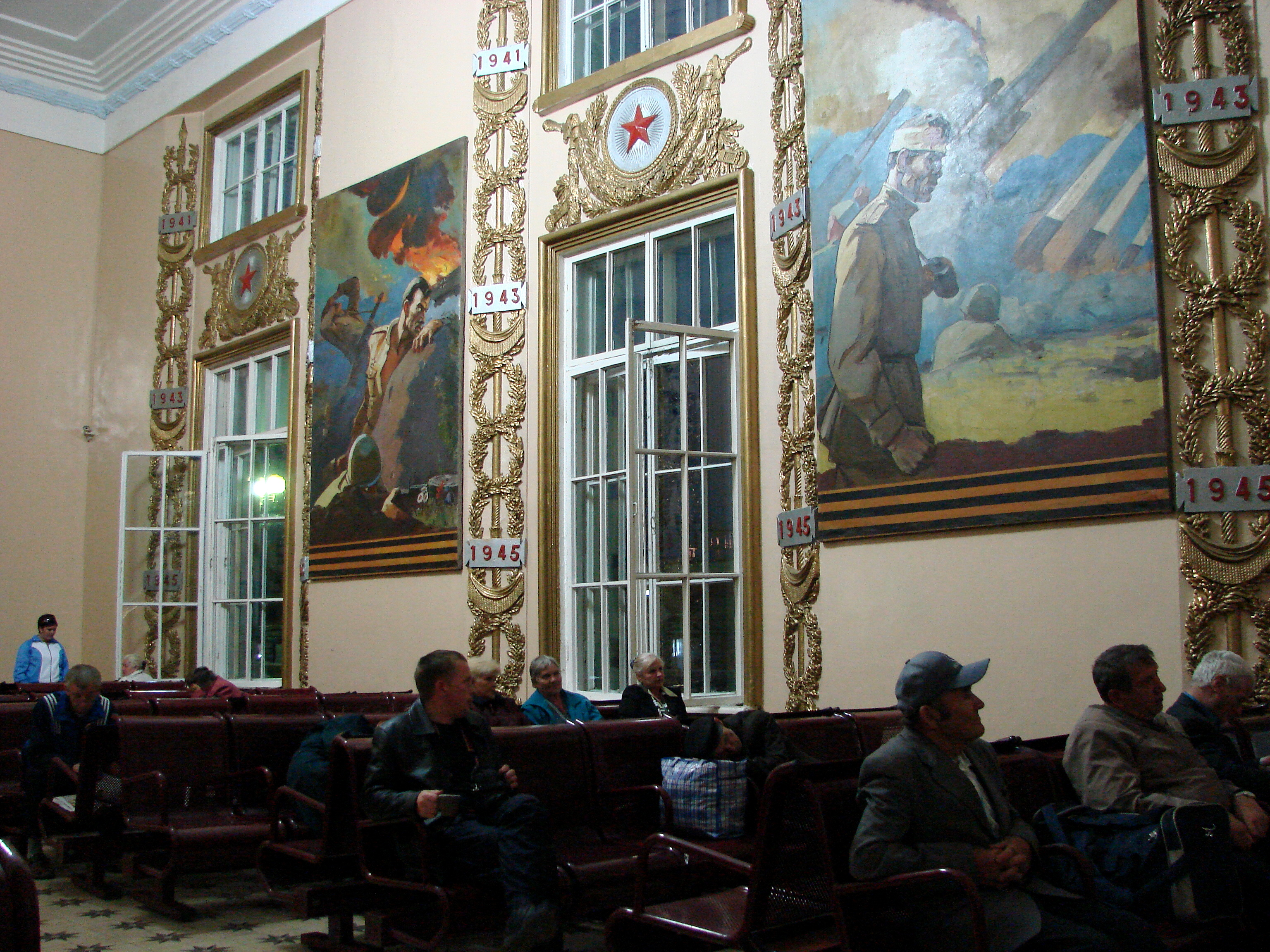
Décorations
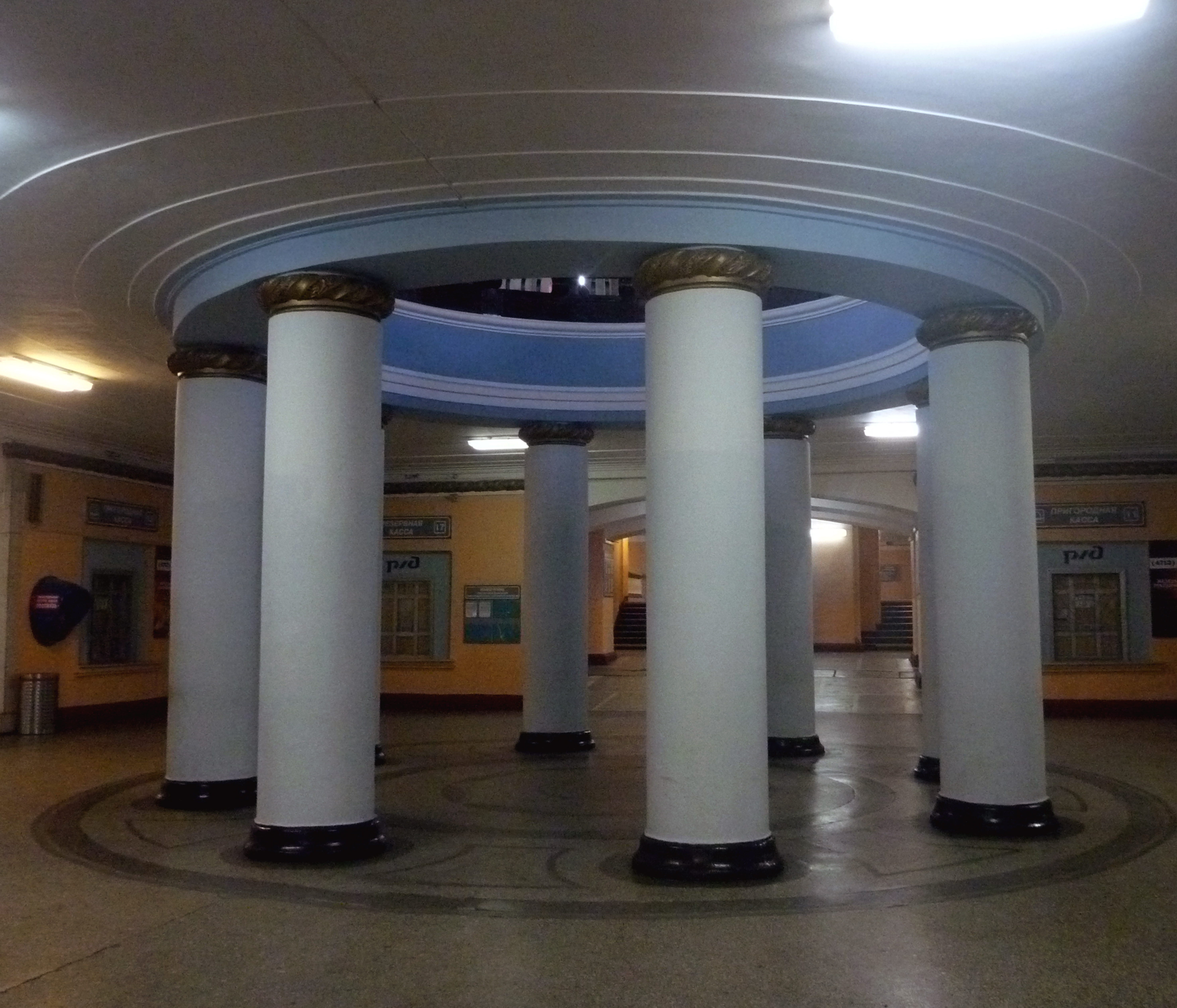
du hall
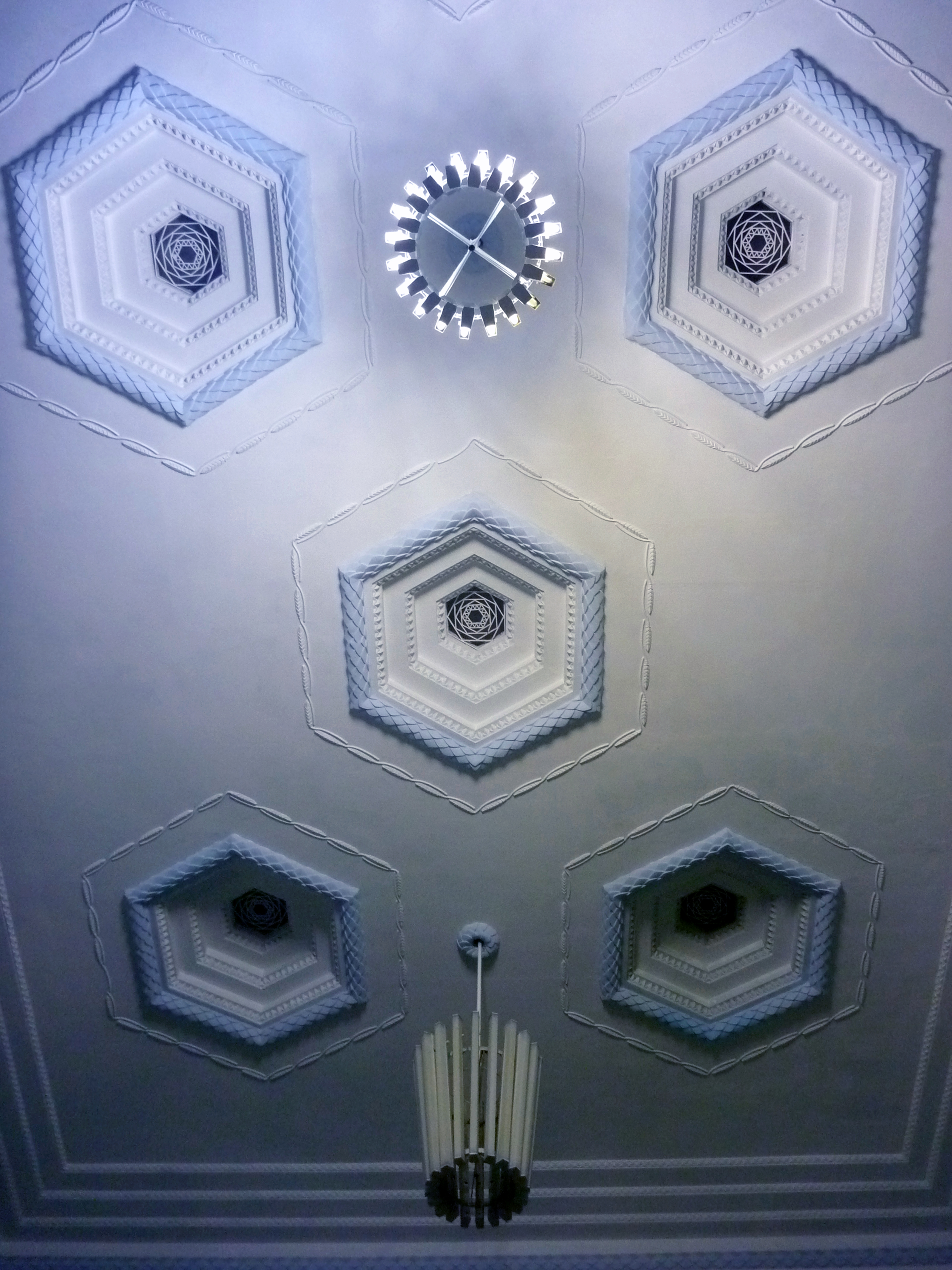
passagers.